# Paralephana bisignata
Paralephana bisignata là một loài bướm đêm trong họ Noctuidae.